# Ropień zimny
Ropień zimny (łac. abscessus frigidus) – zbiorowisko ropy powstające w przebiegu gruźlicy, promienicy, grzybic głębokich (np. kokcydioidomikozy, blastomykozy), zaburzeń odporności (np. zespołu Hioba) lub innych chorób. Częste powikłanie gruźliczego zapalenia stawów kręgosłupa (wikła 68-86% przypadków tej choroby), tak powstały ropień może pęknąć do oskrzela. Może także tworzyć się w innych gruźliczych zapaleniach kości, pod skórą lub w śródpiersiu.
W przeciwieństwie do typowych ropni, skóra ponad zmianą nie jest zaczerwieniona, ucieplona i tkliwa.